# 신 알렉산드리아 도서관
신알렉산드리아 도서관(아랍어: مكتبة_الإسكندرية_الجديدة)은 이집트 알렉산드리아에 있는 도서관이다. 고대에 파괴된 알렉산드리아 도서관을 기념하고 계승하기 위하여 2002년 유네스코의 후원을 받아 건설되었다.